# سبيكة نقدية

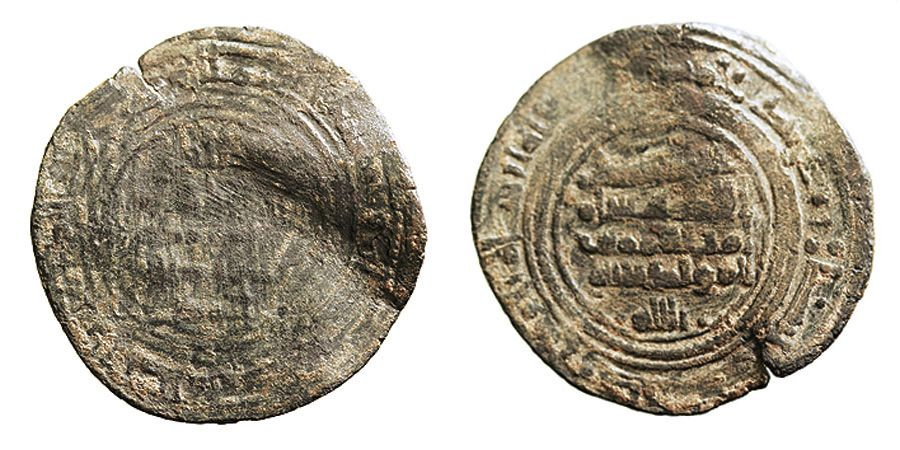
درهم مصنوع من سبيكة نقدية ومسكوك في عهد المعتضد بن عباد.

السبيكة النقدية هي سبيكة مصنوعة من فلز نفيس (غالباً من الفضة أو الذهب) بالإضافة إلى نسبة غالبة من فلز وضيع مثل النحاس أو الزنك، وتستخدم هذه السبيكة غالباً في سك النقود المعدنية أو الميداليات أو المسكوكات الرمزية.
يعود استخدام السبائك النقدية إلى الحضارات القديمة مثل اليونان القديمة، واستمر في العصور الوسطى مع تعضيد أسس النظام النقدي.